# 주군촌
주군촌(中郡村)은 야마가타현 히가시오키타마군에 있던 촌이다. 현재의 가와니시정 중심부의 남부 일대, 요네자와선 주군역 주변에 해당한다.

## 역사
- 1889년 4월 1일 - 정촌제 시행에 의해 히가시오키타마군 4촌, 미나미오키타마군 1촌의 구역을 가지고 성립하였다.
- 1955년 1월 1일 - 오쓰카촌, 고마쓰정, 이누카와촌, 미나미오키타마군 다마니와촌과 합병해 가와니시정이 성립, 동일 주군촌은 폐지되었다.

## 교통

### 철도
- 일본국유철도
  - 나가이선 (현・야마가타 철도 플라워 나가이선

### 도로
- 국도 제287호선